# بولشکوویتسه (شهرستان مشلیبوژ)
بولشکوویتسه (به لهستانی:  Boleszkowice) یک روستا در لهستان است که در گمینا بولشکوویتسه واقع شده‌است. بولشکوویتسه ۱٬۳۱۶ نفر جمعیت دارد و ۴۳ متر بالاتر از سطح دریا واقع شده‌است.